# 渗子湖水库
渗子湖水库是中国湖北省咸宁市嘉鱼县境内的一座水库，位于陆水支流上，建于1959年。水库正常库容为805万立方米，集雨面积为4.3平方千米，海拔为30米。